# سرافیم فالز
سرافیم فالز (به انگلیسی: Seraphim Falls) فیلمی محصول سال ۲۰۰۷ و به کارگردانی دیوید وان آنکن است. در این فیلم بازیگرانی همچون لیام نیسون، پیرس برازنان، میکائیل وینکات، زاندر برکلی، تام نونان، کوین جی اکونر، جان رابینسون، آنجلیکا هیوستون، اد لاتر، وس استودی و جیمی سیمپسون ایفای نقش کرده‌اند.
سرافیم فالز نام شهر کوچکی است که در فیلم، در جریان جنگ داخلی در آن کشتاری صورت می‌گیرد.